# Либеральная партия (Бразилия, 2006)
Либеральная партия (порт. Partido Liberal; основана как Республиканская партия (порт. Partido da República) — бразильская ультраправая политическая партия.

## История
Образовалась 21 декабря 2006 года в процессе слияния Либеральной партии (Partido Liberal, PL) и правой Партии восстановления национального порядка (Partido da Reedificação da Ordem Nacional, PRONA).
На выборах 2010 года партия сосредоточила внимание на парламентских выборах, получив 41 из 513 мест в Палате депутатов и 4 из 81 мест в Сенате.
Серджио Виктор Тамер, основатель партии, был президентом с 2006 по 2014 год. Альфредо Насименто сменил Тамера на посту президента РП до апреля 2016 года, когда он ушел в отставку из-за того, что руководство партии не поддержало импичмент Дилме Руссеф. Однако 26 депутатов от РП проголосовали за ее импичмент.
7 мая 2019 года Высший избирательный суд (TSE) проголосовал за одобрение предложения партии об изменении ее названия на Либеральную партию.
Имеет крупнейшую фракцию в палате представителей.

## Идеология
Хотя ранее партия была партией национал-либерализма, до слияния с PRONA она все больше ассоциировалась с антидемократическими правыми в Бразилии. Это произошло в результате объединения партии вокруг политической философии Жаира Болсонару, который изначально был связан с СЛП и другими социально-консервативными партиями. Подвергая сомнению демократию и внешнюю политику, Болсанаро, похоже, возродил некоторые тенденции главы PRONA Энеаса Карнейро, известного сторонника ларушизма, предыдущей военной диктатуры и правой оппозиции неолиберализму.
В целом, партия является правопопулистской, экономически либеральной и евангелической, схожей с идеологией президента Болсонару. Партия придерживается аграристских, провоенных и антиабортных взглядов. Партия продвигает в целом более экономически открытую форму бразильского национализма, чем Карнейро. Партия часто поддерживала нападки Болсонару на СМИ и избирательную систему в Бразилии.

## Результаты выборов
| Год  | Кандидат в президенты | Кандидат в вице-президенты | Коалиция                                                                        | Результаты           |          |
| ---- | --------------------- | -------------------------- | ------------------------------------------------------------------------------- | -------------------- | -------- |
| 2010 | Дилма Руссефф (ПТ)    | Мишел Темер (ПБДМ)         | Para o Brasil Seguir Mudando (ПТ, ПБДМ, PR, СПБ, ДРП, КПБ, СХП, БРП, ХРП и НЛП) | 55 752 529 (56,05 %) | Победа   |
| 2014 | Дилма Руссефф (ПТ)    | Мишел Темер (ПБДМ)         | Com a Força do Povo (ПТ, ПБДМ, СДП, ПП, PR, РПСП, ДРП, КПБ и БРП)               | 54 495 459 (51,64 %) | Победа   |
| 2018 | Жералду Алкмин (БСДП) | Ана Амелия (ПП)            | Para Unir o Brasil (БСДП, ПП, БРП, СДП, БРП, PR, ДЕМ, Солидарность и СНП)       | 5 096 350 (4,76 %)   | Проигрыш |
| 2022 | Жаир Болсонару (PL)   | Валтер Брага Нетто (PL)    | Pelo Bem do Brasil (PL, Республиканцы и ПП)                                     | 58 197 923 (49,1 %)  | Проигрыш |